# هوناهپو

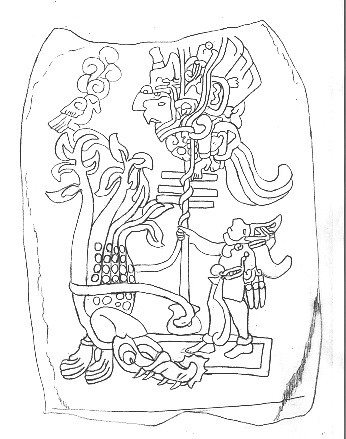
دوقلوهای قهرمان.

هوناهپو خدایی از اساطیر مایا و به صورت اخص خدای ناهید بود.این خدا در کتاب اساطیری پوپول ووه بنام دوقلوهای قهرمان مایا نیز مطرح شده‌است.در سنت مذهبی مایا خدایان زوج بودند و هرکدام برای خود قرینه ای نیز داشتند که همکار و همدمشان بود.نام جفت هوناهپو زبالانکه بود.رقیب هوناهپو کینیچ آهائو یا خدای خورشید بود که این دو خدا بر سر روز و شب با هم در کشمکش بوند.ناهید در آمریکای مرکزی به‌خوبی قابل رویت است و در زمان اولیه شب یا پیش از پگاه در گوشه آسمان آن منطقه ظاهر می‌شود.آمدن هرکدام از این دو یعنی خورشید و ناهید مستلزم فقدان دیگری است و این ریشه پیدایش این اسطوره است.در متون مایا هوناهپو در ابتدای شب با عشوه‌گری پهنه گیتی را از دست کینیچ آهائو خارج می نمود.